# Mario Golf: World Tour
Mario Golf: World Tour is een computerspel ontwikkeld door Camelot Software Planning en uitgegeven door Nintendo voor de Nintendo 3DS. Het golfspel is uitgekomen in Japan op 1 mei 2014, en in de VS en Europa op 2 mei 2014.
Het is het vijfde deel in de Mario Golf-serie en maakt deel uit van de grotere Mario-franchise.

## Gameplay
De gameplay bevat verschillende personages uit de Mario-franchise, zoals Mario, Luigi, Peach en Yoshi, die strijden in de golfsport. Doel van het spel is om de golfbal in de hole te krijgen met zo weinig mogelijk slagen.
Het is ook mogelijk om online deel te nemen aan golftoernooien met andere spelers.

## Ontvangst
| Recensiescore       | Recensiescore |
| Recensieverzamelaar | Score         |
| ------------------- | ------------- |
| Metacritic          | 78%           |
| Publicist           | Score         |
| IGN                 | 8,6           |

Mario Golf: World Tour ontving positieve recensies. Men prees de gameplay en online functionaliteit. Kritiek was er op de verwarrende Castle Club-modus. Op verzamelwebsite Metacritic heeft het spel een verzamelde score van 78%.